# Kell (Illinois)
Pour les articles homonymes, voir Kell.
Kell est un village du comté de Marion dans l'Illinois, aux États-Unis,. Situé au sud du comté, il est incorporé le 19 octobre 1925.

## Démographie
Lors du recensement de 2010, le village comptait une population de 219 habitants. Elle est estimée, en 2016, à 214 habitants.

### Source de la traduction
- (en) Cet article est partiellement ou en totalité issu de l’article de Wikipédia en anglais intitulé « Kell, Illinois » (voir la liste des auteurs).